# Viktorija Jermoljeva
Viktorija Jermoljeva (ukránul: Вікторія Єрмольєва; Kijev, 1978. november 2.) ukrán zongorista. Klasszikus zongoristaként kezdte számos nemzetközi versenyt megnyerve, de ismertté később vált YouTube oldala által, ahol 'vkgoeswild' ('vékámegőrül') néven híres rock- és metál dalok zongorafeldolgozását osztotta meg. A siker után, YouTube videóinak köszönhetően a komolyzenéről a rockzenére válthatott karrierjében.

## Élete
A kijevi Csajkovszkij Nemzeti Zeneakadémián végzett tanulmányai után a weimari Liszt Ferenc akadémián szerzett diplomát, valamint az "Incontri col Maestro" Nemzetközi Zongoraakadémián az olaszországi Imolában, a híres zongoraművész Lazar Bermannál. További tanulmányokat folytatott a Codarts Zene- és Modern táncok Akadémiáján a rotterdami konzervatóriumban, Hollandiában.
Karrierjének korai, klasszikus szakaszában számos zongorista versenyt nyert meg, így nyert 1. helyet a "Filippo Trevisan" versenyen zongoraátiratával Olaszországban, győztese volt a Grachtenfestivalnak 2005-ben Amszterdamban, 1. díj a 35. Nemzetközi "Vincenzo Bellini" versenyen Olaszországban, 1. hely a 20. nemzetközi "Citta Di Trani" Zongorista Versenyen, 1. díj a 4. Sigismund Thalberg Nemzetközi versenyen, és a nagydíj a 9. Pierre Lantier Nemzetközi Zenei Versenyen egy duettel Vlagyimir Dmitrijevvel (fuvolán) Franciaországban.
2006 óta karrierjének középpontjába került a rockzene, a heavy metál feldolgozásokra koncentrálva híres metálegyüttesek teljes skáláját lefedve. Munkáit több mint 80 millióan látták a YouTube-on, és követőinek száma meghaladja a 300 000-et. Néha klasszikus zenekari műveket is feldolgoz ugyanúgy, ahogy filmzenéket, melyek kottái más formában nem elérhetők.
2011. január 29-én mutatkozott be először élő rockkoncerten Reykjavíkban (VIGGIE & VIKA: Élőben Izlandon) a dobos Brian Viglione-val együttműködve.